# روب هيتشكوك
روب هيتشكوك هو لاعب كرة قدم كندية كندي، ولد في 28 أكتوبر 1970 في هاميلتون في كندا.